# Kronstädter Matrosenaufstand

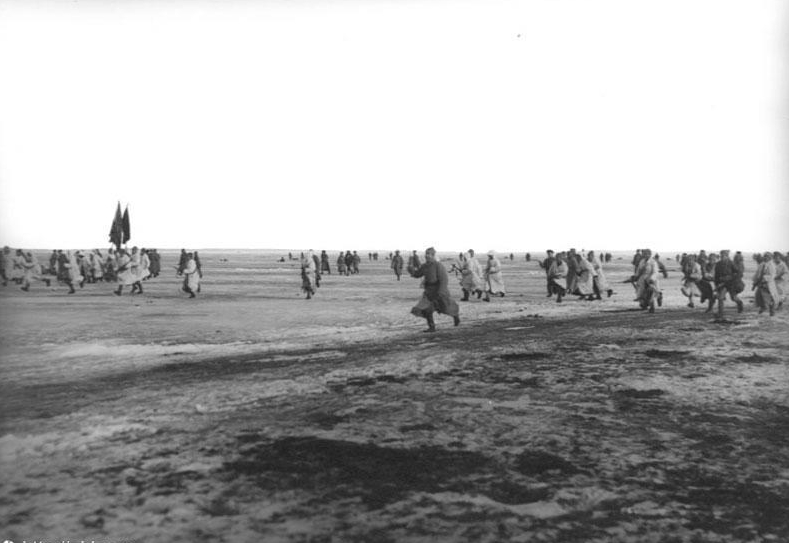
Soldaten der Roten Armee greifen die aufständische Inselfestung Kronstadt über das Eis des Finnischen Meerbusens an (17. März 1921)

Der Kronstädter Matrosenaufstand (russisch Кронштадтское восстание), auch Kommune von Kronstadt genannt, in der Sowjetunion auch häufig als Kronstädter antisowjetische Meuterei (russisch Кронштадтский антисоветский мятеж) bezeichnet, war ein von Ende Februar bis zum 18. März 1921 währender Aufstand von Matrosen der Baltischen Flotte der Sowjetischen Marine, der Kronstädter Festungsgarnison und der Einwohner von Kronstadt gegen die Regierung Sowjetrusslands und die Politik des Roten Terrors und des Kriegskommunismus.
Unter dem Motto „Alle Macht den Räten (Sowjets) – Keine Macht der Partei“ forderten die Aufständischen eine Rücknahme des diktatorischen Einflusses der Kommunistischen Partei Russlands (KPR) auf die politischen Entscheidungsprozesse Sowjetrusslands. Nachdem ein Übergreifen der Revolte auf das Festland und weitere Teile Sowjetrusslands gescheitert war, nutzten die Aufständischen die Festungsanlagen der Baltischen Flotte von Kronstadt auf der Kotlin-Insel, die Sankt Petersburg gegen Angriffe von Westen schützen sollten. Die zur Niederschlagung des Aufstands eingesetzten Truppen der Roten Armee wurden zunächst zurückgeschlagen. Die aufständischen Matrosen vermochten jedoch dem zweiten Angriff nicht standzuhalten und kapitulierten.
Nach der Kapitulation wurden viele Aufständische und unbeteiligte Bewohner Kronstadts hingerichtet oder in den neu eingerichteten „nördlichen Lagern zur besonderen Verwendung“ (SLON) inhaftiert, sofern sie sich nicht durch die Flucht nach Finnland einer Verfolgung entziehen konnten.
Der Aufstand erzwang den Übergang vom Kriegskommunismus zur Neuen Ökonomischen Politik in Sowjetrussland bzw. ab 1922 in der Sowjetunion.

## Vorgeschichte

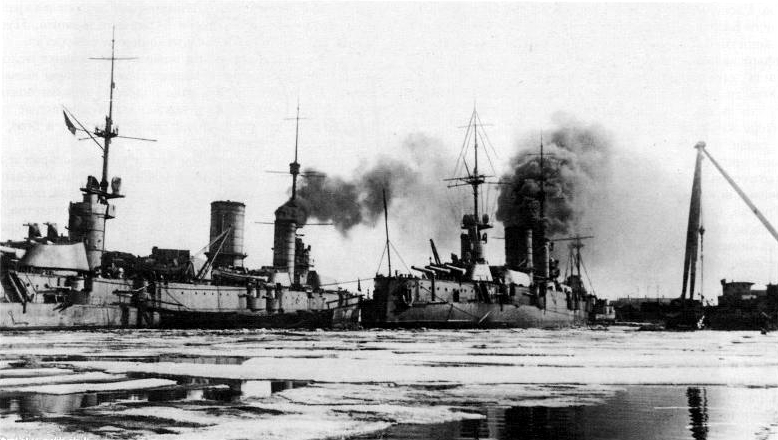
Die Schlachtschiffe Petropawlowsk und Sewastopol im Hafen von Kronstadt (1921)

Am Ende des Russischen Bürgerkrieges war die wirtschaftliche Lage Russlands katastrophal. Weite Teile der Bevölkerung litten Hunger und Epidemien grassierten. Nach der Niederlage der feindlichen Weißen Armeen verloren die Bolschewiki aufgrund ihrer autokratischen und repressiven Herrschaft immer mehr den Rückhalt bei russischen Bevölkerungsteilen, welche die sowjetische Herrschaft bis dahin unterstützt hatten. Dies lag vor allem daran, dass die strikte Kontrolle aller wirtschaftlichen Aktivitäten (→Kriegskommunismus) wie bisher beibehalten wurde. Die brutale Unterdrückung der ländlichen Bevölkerung während des Tambower Bauernaufstands und vieler weiterer Erhebungen trugen dazu bei, die feindselige Stimmung zu verschärfen. Auch der Lebensstil der kommunistischen Machthaber gab genügend Anlass, eine Revolte heraufzubeschwören. Der ehemalige Anführer der Kronstädter Bolschewiki Fjodor Raskolnikow kehrte 1920 als neuer Kommandeur der Baltischen Flotte nach Kronstadt zurück und pflegte dort zusammen mit seiner Frau Larissa Reissner einen sehr luxuriösen Lebenswandel.
Die Kronstädter Matrosen waren während der Oktoberrevolution in Petrograd die militärische Hauptmacht der Bolschewiki und hatten als eine Elitetruppe die Kommunistische Partei im Bürgerkrieg gegen die Weiße Armee und ihre westlichen Alliierten unterstützt (Rückeroberung von Kasan am 10. September 1918, Verteidigung Petrograds im Herbst 1919). Als die Nachrichten vom Vorgehen der Roten Armee gegen die Tambower Bauern nach Petrograd gelangten, kam es in der Folge zu Massenaustritten aus der Kommunistischen Partei. In Kronstadt, das als Hochburg der Revolution galt, traten im Januar 1921 5000 Matrosen der Baltischen Flotte aus der Partei aus.

## Beginn des Aufstands
Am 22. Januar 1921 kürzten die Bolschewiki die in Sowjetrussland vorgeschriebene Brotration per Dekret um ein Drittel. Dieses Dekret löste in den folgenden Wochen Unzufriedenheit und ernsthafte Proteste in den großen Städten der RSFSR aus. Am 23. Februar 1921 begannen etwa 10.000 Mitglieder der Parteien der Sozialrevolutionäre und Menschewiki in Moskau einen Streik, dem sich Arbeiter der dortigen Stahlwerke anschlossen. Am 24. Februar 1921 begannen in Petrograd Streiks in den Patronny-Munitionswerkstätten, den Trubotschny- und Baltiskiwerken und der Fabrik Laferme. Am selben Tage wurden vom Petrograder Verteidigungskomitee der KPR (B) Kursanten zur Wassiljewski-Insel befohlen, um die dort versammelten Arbeiter auseinanderzutreiben. Am 25. Februar schlossen sich Arbeiter der Admiralitätswerkstätten und der Galernaja-Docks dem Protest an. Eine Straßendemonstration Streikender wurde von bewaffneten Einheiten verhindert.
Das Petrograder Verteidigungskomitee der KPR (B) unter dem Vorsitz von Grigori Sinowjew bezeichnete die Unruhen in den Fabriken der Stadt als Rebellion und verhängte am 24. Februar das Kriegsrecht. Gewerkschafter, die die Streiks organisiert hatten, wurden verhaftet. Zeitgleich wurde die Schließung der Trubotschny-Fabrik und die Aussperrung der Streikenden angeordnet. Die Bolschewiki begannen Truppen der Roten Armee in Petrograd zusammenzuziehen. Die in Kronstadt stationierten Matrosen der Baltischen Flotte sympathisierten mit den Streikenden. Am 26. Februar besuchte eine Abordnung der Kronstädter Matrosen Petrograd, um die Lage in der Stadt zu erkunden. Nach der Rückkehr der Abordnung am 28. Februar hielten die Matrosen der Schlachtschiffe Petropawlowsk und Sewastopol eine Krisensitzung ab, in deren Ergebnis eine Resolution verabschiedet wurde.

### Die Petropawlowsk-Resolution

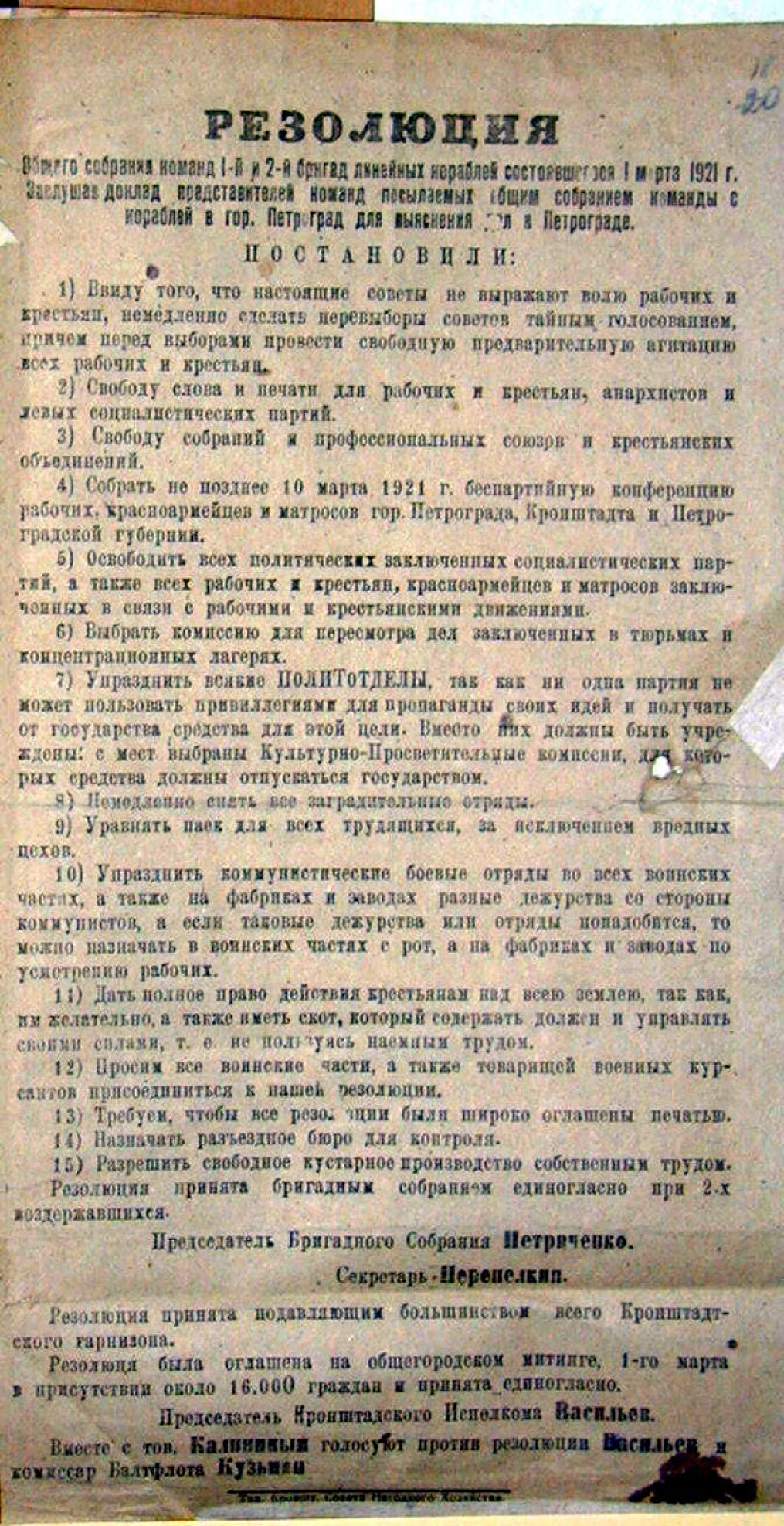
Abdruck der Petropawlowsk-Resolution

Die auf dem Schlachtschiff Petropawlowsk verabschiedete Resolution enthielt 15 Forderungen. Die wichtigsten davon waren:
- Sofortige Abhaltung neuer Wahlen mit geheimer Abstimmung, wobei die vorherige Wahlkampagne volle Agitationsfreiheit unter den Arbeitern und Bauern haben sollte.
- Einführung der Rede- und Pressefreiheit für Arbeiter und Bauern, Anarchisten und links stehende sozialistische Parteien.
- Absicherung der Versammlungsfreiheit für Arbeitergesellschaften und Bauernorganisationen.
- Befreiung aller politischen Gefangenen der sozialistischen Parteien und aller in Verbindung mit Arbeiter- und Bauernbewegungen eingesperrten Arbeiter, Bauern, Soldaten und Matrosen.
- Sofortige Abschaffung aller bewaffneten Gruppen der Bolschewiki zur Konfiszierung von Lebensmitteln und anderen Produkten.
- Den Bauern volle Aktionsfreiheit in Bezug auf ihr Land zu geben, ebenso das Recht, Vieh zu halten, unter der Bedingung, dass sie mit ihren eigenen Mitteln auskommen, das heißt, ohne gedungene Arbeitskräfte zu verwenden.

Über den Charakter der so entstandenen Protestbewegung gibt es verschiedene Auffassungen. Neben der naheliegenden Meinung, dass die in der Petropawlowsk-Resolution aufgeführten Forderungen aus der kritischen Lage der sowjetrussischen Bevölkerung nach dem Ende des Bürgerkriegs entstanden, vertreten Historiker auch die Auffassung, dass die Proteste von russischen Emigranten aus dem Ausland initiiert worden sein könnten. Der Historiker Paul Avrich, der 1970 ein umfassendes Buch zum Kronstädter Matrosenaufstand veröffentlichte, fand im Bachmetew-Archiv der Columbia-Universität Hinweise darauf. Diese Frage ist bis heute nicht abschließend geklärt.
Der Kommandeur der Baltischen Flotte Fjodor Raskolnikow wurde zusammen mit seiner Frau Larissa Reissner aus Kronstadt verjagt. In der Zwischenzeit waren Nachrichten über die Stimmung in der Baltischen Flotte bis nach Moskau vorgedrungen. Der Volkskommissar für das Kriegswesen Leo Trotzki forderte bereits am 28. Februar per Telegramm genaue Informationen über die Hintergründe der Unruhen.

### Proteste in Kronstadt und Ultimatum der Bolschewiki
Am 1. März 1921 fand in Kronstadt auf dem Ankerplatz eine Versammlung der gesamten aus 16.000 Marineangehörigen und Soldaten bestehenden Besatzung der Festung statt. Die Demonstranten trugen Transparente mit Losungen wie „Alle Macht den Sowjets – Keine Macht der Partei“, „Die dritte Revolution der Arbeiter“ oder „Gegen die Konterrevolution von rechts und von links“. An der Versammlung nahm im Auftrag Lenins das Staatsoberhaupt Sowjetrusslands Michail Kalinin teil. Er war der ranghöchste Agitator der Bolschewiki. Kalinin hielt eine beruhigende Rede im Sinne der kommunistischen Partei, wurde aber von den Demonstranten ausgebuht. Er durfte danach die Festung Kronstadt ungehindert verlassen.
Während der Versammlung wurde ein provisorisches revolutionäres Komitee gegründet, dem die Anführer des Kronstädter Matrosenaufstands angehörten. Es bestand ursprünglich aus fünf Mitgliedern:
- Stepan Petritschenko: Matrose, Hauptschreiber des Schlachtschiffs Petropawlowsk und Anführer des Kronstädter Matrosenaufstands
- W. Jakowenko: Kronstädter Telegrafist, Stellvertreter Petritschenkos
- Archipow: Ingenieur, Bootsmann
- Tukin: Meister im Elektromechanischen Werk von Kronstadt
- Iwan Oreschin: Leiter der dritten Industrieschule von Kronstadt

Im weiteren Verlauf der Ereignisse wuchs das Komitee auf insgesamt 15 Personen an.
Während der Demonstration wurde die Entsendung von 30 parteilosen Delegierten nach Petrograd beschlossen, welche die Forderungen der Petropawlowsk-Resolution in Sowjetrussland öffentlich bekanntmachen sollten. Die Mitglieder der Delegation wurden bei ihrer Ankunft in Petrograd durch die Bolschewiki verhaftet. Der Flottenkommissar N. N. Kusmin und der Vorsitzende des Kronstädter Sowjets P. D. Wassiljew wurden in der Nacht vom 1. zum 2. März zusammen mit 600 weiteren Mitgliedern der Kommunistischen Partei von den Demonstranten verhaftet. Damit war der kommunistische Machtapparat in Kronstadt vollständig ausgeschaltet.
Am folgenden Tag hielten die Protestierenden eine Delegiertenkonferenz mit etwa 300 Teilnehmern ab, auf der im Wesentlichen die Forderungen des 28. Februar bekräftigt wurden.
Das Petrograder Verteidigungskomitee der Bolschewiki unter der Leitung Sinowjews ließ für Petrograd den Belagerungszustand ausrufen. Damit erhielt das Komitee Weisungsbefugnisse über sämtliche Ordnungskräfte sowie alle Militäreinheiten in der Stadt. Ab 21:00 Uhr abends wurde eine Ausgangssperre verhängt. Ein Verbot von Menschenansammlungen auf öffentlichen Plätzen und Straßen folgte. Dann begann das Komitee mit Verhaftungen zahlreicher Soldaten und Matrosen, die als Sympathisanten der Kronstädter Proteste galten. Als unzuverlässig geltende Militäreinheiten wurden in entfernte Gebiete Sowjetrusslands verlegt. Später wurden die in Petrograd lebenden Familien von Kronstädter Matrosen von den Bolschewiki als Geiseln genommen. Durch diese Maßnahmen verhinderten die Bolschewiki erfolgreich ein Übergreifen der Proteste auf das Festland. Die Petrograder Arbeiter waren in der Folgezeit nicht in der Lage, die auf der Insel Kotlin isolierten Aufständischen zu unterstützen. Durch Zugeständnisse der politischen Führung unter Sinowjew, der unter anderem die Lieferung von Nahrungsmitteln nach Petrograd organisierte, verebbten die Streiks Anfang März.
Am 3. März wurde das Kronstädter Provisorische Revolutionäre Komitee auf Antrag Petritschenkos um zehn Mitglieder erweitert. Gleichzeitig wurde vom Komitee eine Verteidigungszentrale gegründet, die die militärische Führung der Aufständischen übernahm. Dieser Zentrale gehörten der ehemalige Generalmajor der kaiserlich-russischen Armee Koslowski (ab dem 2. Dezember 1920 der Artilleriekommandant der Festung Kronstadt), der ehemalige Konteradmiral S. N. Dimitrew und B. A. Arkannikow, bis 1917 Offizier im Stawka, an. Zahlreiche Mitglieder der Kommunistischen Partei in Kronstadt erklärten aus Protest gegen den Despotismus und die bürokratische Korruption der Bolschewiki ihren Austritt.
In derselben Zeit begannen die Bolschewiki in verschiedenen Medien die Kronstädter Proteste als reaktionäre, weißgardistische Aktion zu diskreditieren. Am 4. März wurde ein Ultimatum vom Petrograder Verteidigungskomitee an die Kronstädter Garnison übermittelt. Die Rebellen sollten ihre Proteste umgehend beenden oder die Festung Kronstadt würde mit militärischen Mitteln zurückerobert werden. Am selben Tag beschlossen die Aufständischen durch eine Delegiertenversammlung, an der 202 Personen teilnahmen, die Verteidigung Kronstadts gegen die Bolschewiki. Damit waren die ursprünglich gewaltlosen Proteste zu einem bewaffneten Kampf eskaliert.

## Niederschlagung

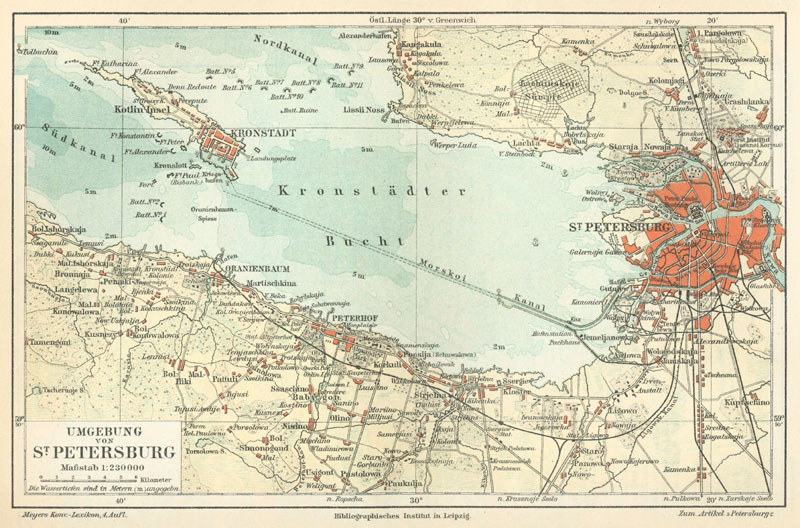
Deutsche Karte von 1888 mit Kronstadt und dem späteren Petrograd

Die Kronstädter Garnison bestand vor dem Beginn der Unruhen aus insgesamt 26.000 Soldaten und Matrosen. Nicht alle Garnisonsangehörigen beteiligten sich an der Revolte. Zwischen 450 und 600 Militärangehörige, die die Teilnahme an dem Aufstand verweigerten, wurden auf dem Schlachtschiff Petropawlowsk interniert. Hinzu kamen etwas mehr als 400 Deserteure, die bis zum Beginn der Kämpfe am 7. März die Festung heimlich verlassen hatten. Die Kronstädter Garnison stellte bis zu diesem Zeitpunkt und bis zur Auflösung der Sowjetunion Ende 1991 die am stärksten bewaffnete oppositionelle Gruppe auf Sowjetterritorium dar. Neben den gut ausgerüsteten Verteidigungsanlagen von Kronstadt verfügten die Aufständischen über zwei Schlachtschiffe mit jeweils zwölf 305-mm-Geschützen.
Am 5. März 1921 erschien Trotzki persönlich in Petrograd. Er erteilte der 7. Armee unter dem Kommando von Michail Tuchatschewski den Auftrag, einen Angriffsplan zur Erstürmung der Kronstädter Festung zu erstellen. Der Angriff sollte drei Tage später am 8. März erfolgen – an dem Tag, an dem der zehnte Parteitag der KPR (B) eröffnet werden würde. Die Angreifer standen unter dem zusätzlichen Zeitdruck, dass der bald beginnende Frühling zum Tauen des Eises auf dem Finnischen Meerbusen führen würde und somit eine spätere Erstürmung wesentlich erschwert, wenn nicht gar unmöglich gemacht werden würde.
Trotzki drohte den Rebellen: Sie würden „abgeschossen wie die Hasen“, wenn sie nicht sofort kapitulierten. Letzte Vermittlungsversuche durch eine anarchistische Gruppe, der unter anderem Alexander Berkman und Emma Goldman angehörten, scheiterten.

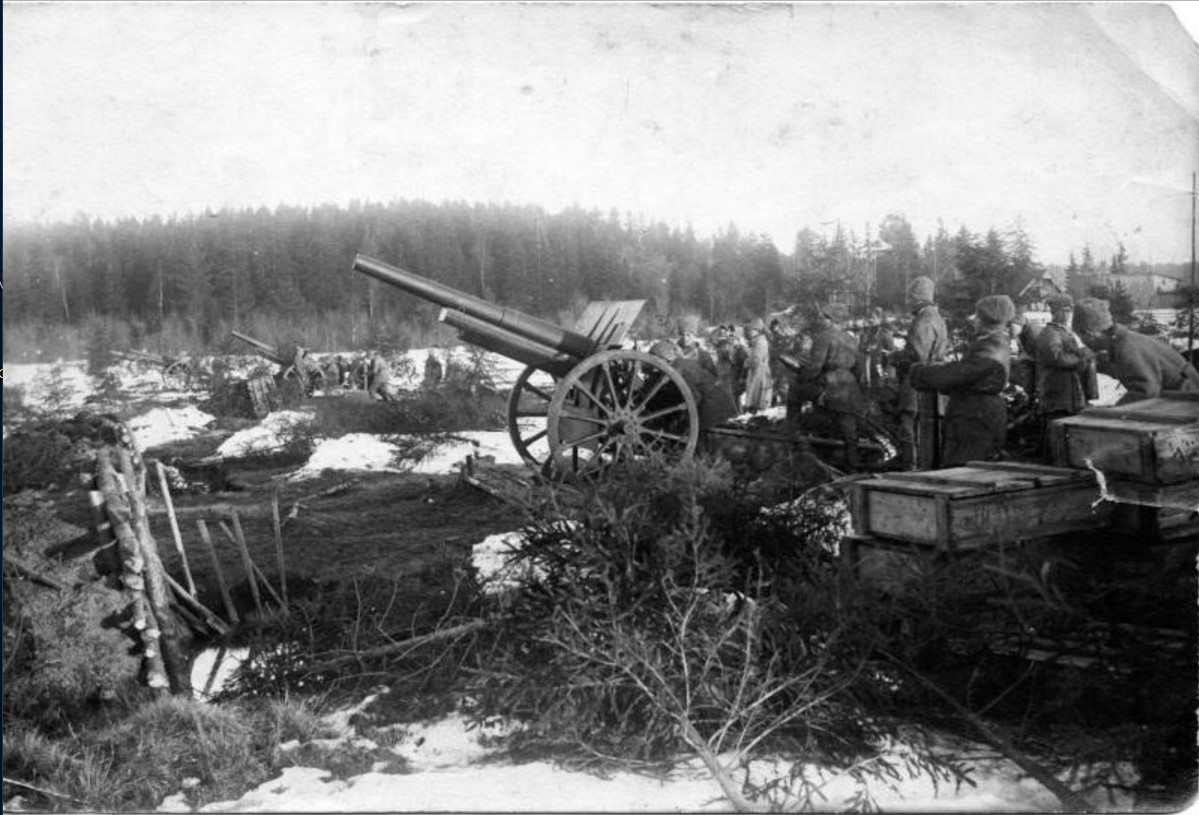
Artilleriestellung der Roten Armee am Ufer des Finnischen Meerbusens (Wiktor Bulla, 7. bis 17. März 1921)

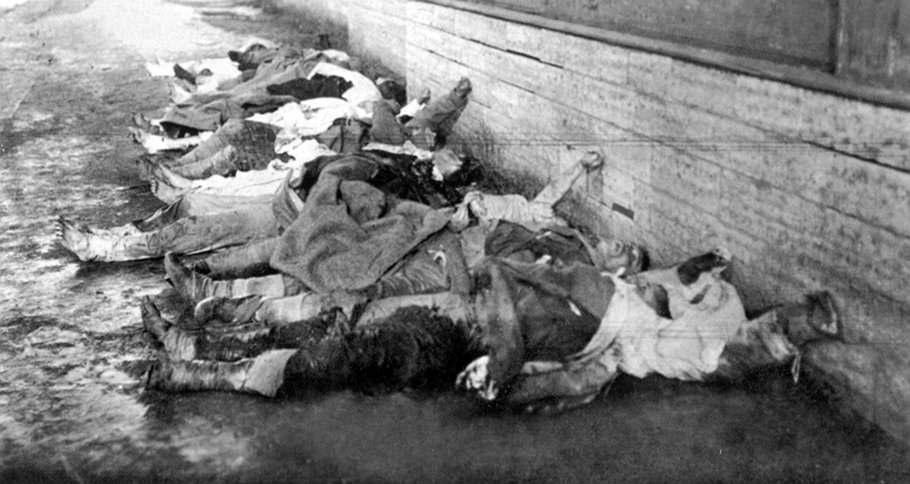
Opfer der Niederschlagung des Aufstands (20. März 1921)

Am 7. März 1921 waren insgesamt 17.600 Soldaten der Roten Armee bereit, die Festung Kronstadt zu erstürmen. Die Kräfte waren in eine aus 3683 Soldaten bestehende Nordgruppe südlich von Sestrorezk sowie in eine aus 9583 Soldaten bestehende Südgruppe bei Oranienbaum und Peterhof unter dem Kommando von Pawel Dybenko geteilt worden. Etwa 4000 Soldaten waren als Reserve vorgesehen. Am 7. März um 6 Uhr abends begann die Rote Armee, Kronstadt mit Artillerie zu beschießen. Am frühen Morgen des 8. März traten die Soldaten zum Angriff auf die Festung an. Die Vorbereitung des Angriffs war ungenügend: Die Soldaten besaßen keine weißen Tarnanzüge und mussten über das deckungslose Eis auf die Festung zustürmen, die mit Stacheldrahtverhauen und Minenfeldern zusätzlich gesichert war.
Der Angriff wurde von den Aufständischen durch das Feuer der beiden Schlachtschiffe, der Artillerie und der Maschinengewehre der Festung zurückgeschlagen, wobei etwa 80 Prozent der Angreifer den Tod fanden. Nach diesem Fehlschlag waren die zur Niederschlagung des Aufstands eingesetzten Einheiten der Roten Armee demoralisiert. Zwei Regimenter der 27. Infanterie-Division verweigerten die Teilnahme an weiteren Kampfhandlungen und wurden entwaffnet. Die Soldaten, die den Ungehorsam angestiftet haben sollten, wurden hingerichtet.
Den Bolschewiki war nun klar, dass bedeutend mehr militärische Stärke erforderlich sein würde, um den Aufstand zu brechen. Am 10. März meldeten sich 300 Delegierte des X. Parteitags der KPR (B) freiwillig zu den Kämpfen in Kronstadt. Insgesamt 50.000 Soldaten waren für den zweiten Angriff vorgesehen. Sie waren wieder in zwei Gruppen aufgeteilt, die unter dem Kommando von E. S. Kasanski mit dem Politkommissar E. I. Weger (nördliche Gruppe) und A. I. Sedjakin mit dem Politkommissar Kliment Woroschilow (südliche Gruppe) standen. Die Bereitstellungsräume waren dieselben wie während des ersten Angriffs am 8. März. Im Gegensatz zum ersten Angriff erhielten alle Soldaten weiße Tarnanzüge. Es wurden Bretter und andere Hilfsmittel bereitgestellt, um brüchige Bereiche des Eises sicher überwinden zu können. Während der ganzen Zeit bis zum Beginn des Angriffs in den Nachtstunden vom 16. zum 17. März wurde Kronstadt ununterbrochen mit Artillerie beschossen. Die Kronstädter Rebellen sahen sich in der Zwischenzeit immer stärker mit einem Mangel an Munition und Lebensmitteln konfrontiert, der durch die Isolation der Festung verursacht wurde.
Nach dem Beginn des Angriffs konnten die bolschewistischen Soldaten zunächst das unbesetzte Fort Nr. 7 kampflos erobern. Das Fort Nr. 6 hingegen leistete erbitterten Widerstand und wurde erst nach langen Kämpfen eingenommen. Der spätere sowjetische Hauptmarschall der Panzertruppen Pawel Rotmistrow gehörte zu den ersten bolschewistischen Soldaten, die in das Fort eindrangen. Das Fort Nr. 5 wurde nur schwach verteidigt, Fort Nr. 4 wurde ebenfalls erst nach stundenlangen Kämpfen von den Soldaten der Roten Armee erobert. Teile der Festung Kronstadt auf der Insel Kotlin wurden von den Rebellen teilweise erbittert verteidigt. Die Besatzungen der westlich gelegenen Batterien „Riff“ und „Schanze“ setzten sich zusammen mit vielen Anführern der Rebellion über das Eis nach Finnland ab, nachdem große Teile von Kronstadt von der Roten Armee erobert worden waren. Das Schlachtschiff Petropawlowsk wurde in den Mittagsstunden des 17. März von 25 Flugzeugen der Roten Armee angegriffen. Nach 18 Stunden war die Schlacht im Wesentlichen beendet und Kronstadt war wieder in der Hand der Bolschewiki. Viele Kronstädter Rebellen wurden an Ort und Stelle von den Soldaten der Roten Armee erschossen, andere gefangen genommen. Etwa 8000 Rebellen aus Kronstadt entkamen über das Eis nach Finnland, wo sie interniert wurden. Nach Angaben des Petersburger Militärischen Sanitätsdienstes waren zwischen 3. und 21. März 527 Todesfälle, 4.127.Verwundete und 158 schwere Quetschungen verzeichnet. Spätere Quellen sprechen von über 10.000 Gefallenen in der Roten Armee (diese Zahlen sind aber nicht belegt), darunter waren auch 15 Delegierte des X. Parteitags. Über die Verluste auf Kronstädter Seite gibt es keine verlässlichen Angaben.

## Auswirkungen des Aufstands

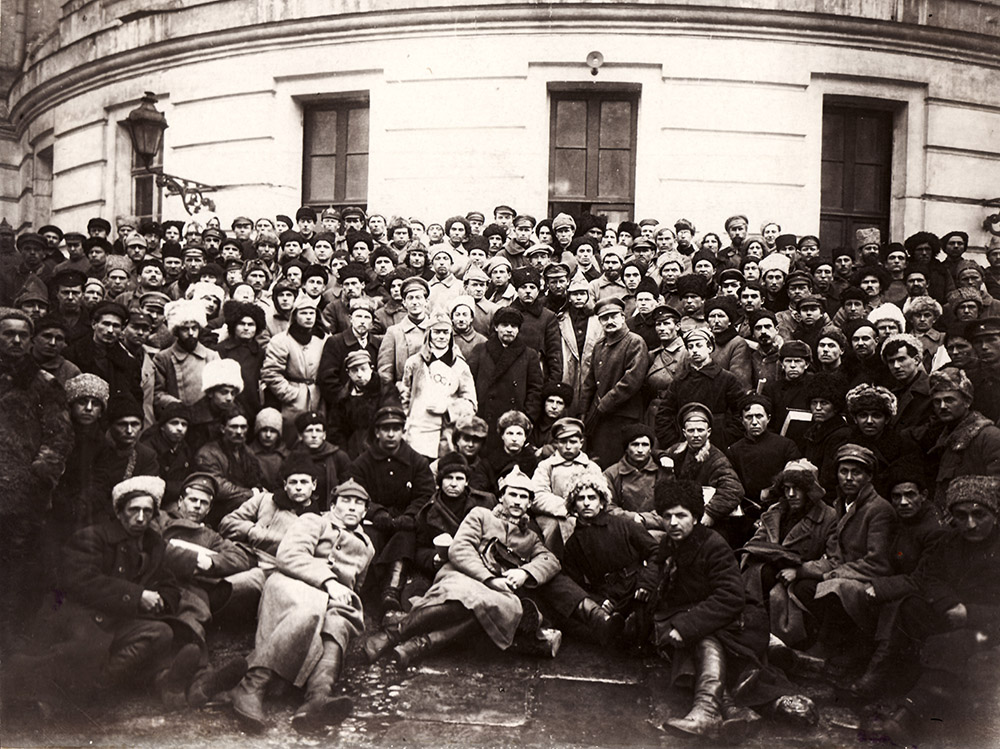
Lenin, Woroschilow und Trotzki bei den an der Niederschlagung des Aufstands beteiligten Delegierten des X. Parteitags der KPR (B) (Moskau, 21. März 1921)

Mit der Niederschlagung des Aufstands war die revolutionäre Phase, die Russland seit dem Frühjahr 1917 erschüttert hatte, beendet. Von diesem Zeitpunkt an war die Diktatur der KPR (B) auf lange Sicht gefestigt.
Für die Geschichte Russlands waren zwei Beschlüsse von großer Bedeutung, die im Frühjahr 1921 auf dem X. Parteitag der KPR (B) unter dem Einfluss des Kronstädter Matrosenaufstands entschieden wurden. Es handelte sich zum einen um das strikte Verbot jeglicher Fraktionen innerhalb der Bolschewistischen Partei, mit dem sich die Führungsebene um Lenin ihre Macht gegen innerparteiliche Gegner sicherte. Zum anderen wurden die Forderungen der Kronstädter Matrosen nach einer Liberalisierung der Wirtschaft für einen begrenzten Zeitraum erfüllt. Von 1921 bis 1927 war die Neue Ökonomische Politik maßgeblich für den Wirtschaftsablauf in Sowjetrussland bzw. ab 1922 in der Sowjetunion. Dadurch konnte sich das Land unter der Herrschaft der KPR (B) bzw. später der KPdSU von den Schrecknissen und Verwüstungen der Revolutionsjahre und des Bürgerkriegs erholen.
Nach dem Ende der Kämpfe in Kronstadt wurden einige hundert Rebellen sofort ohne Verfahren erschossen. In späteren Gerichtsverfahren wurden weitere 2000 Aufständische zum Tode verurteilt. Die Mehrzahl der verbliebenen Mitglieder der Kronstädter Besatzung wurde zu fünf Jahren Zwangsarbeit verurteilt und in Konzentrationslager interniert, von denen das wichtigste das Lager auf den Solowezki-Inseln war. Andere kamen in Lager an der Mündung der Dwina ins Weiße Meer, wo es üblich war, Gefangene gefesselt ins eiskalte Wasser zu werfen, um sie zu ertränken. Nur wenige Kronstädter Matrosen wurden von den Tribunalen der Petrograder Bolschewiki freigesprochen. 2500 Zivilisten aus der Stadt Kronstadt wurden nach Sibirien verbannt, die wenigsten kehrten zurück. 1922 wurden die nach Finnland geflüchteten Matrosen unter falschen Versprechungen nach Russland zurückgelockt und ebenfalls in die Lager geschickt. Nach Einschätzung des deutschen Historikers Gerd Koenen übertraf das Strafgericht gegen die aufständischen Kronstädter die Brutalität, mit der die Pariser Kommunarden 1871 massakriert worden waren. Die Bolschewiki veranstalteten absichtlich ein „Fanal des Schreckens“, um einen deutlich sichtbaren „Schlusspunkt unter den Bürgerkrieg“ setzen.
Für viele der an der Rückeroberung Kronstadts beteiligten Soldaten der Roten Armee und Freiwilligen des X. Parteitags der KPR(B) bedeutete die Teilnahme einen bedeutenden Vorteil für ihre spätere Karriere, wie an den folgenden Beispielen zu sehen ist:
- Pawel Dybenko war nach der Rebellion Kommandeur verschiedener großer Verbände der Roten Armee und von 1928 bis 1938 Befehlshaber verschiedener Militärbezirke in der Sowjetunion.
- Michail Tuchatschewski wurde nur einen Monat nach dem Ende des Kronstädter Matrosenaufstands mit der Niederschlagung des Bauernaufstands von Tambow beauftragt und später zu einem der ersten fünf Marschälle der Sowjetunion ernannt.
- Kliment Woroschilow wurde nach der Niederschlagung zum Mitglied des Zentralkomitees der KPdSU gewählt und übernahm nach dem Tod Michail Frunses im Jahr 1925 auf verschieden benannten Posten die Aufgaben eines Verteidigungsministers der Sowjetunion.
- Pawel Rotmistrow wurde kurze Zeit nach der Niederschlagung des Aufstands zum Offizier befördert. Später wurde er Hauptmarschall der Panzertruppen.
- Jan Bersin wurde kurze Zeit nach der Niederschlagung stellvertretender Leiter des sowjetischen Militärgeheimdienstes GRU und war von 1924 bis 1935 Leiter des GRU.
- Der zur Teilnahme am X. Parteitag der KPR(B) delegierte Sergei Syrzow gelangte durch sein freiwilliges Engagement bis in den innersten Machtzirkel der KPR (B) um Lenin und bald darauf Josef Stalin und stieg infolgedessen bis zum Mai 1929 zum Vorsitzenden des Rates der Volkskommissare der RSFSR, der größten Unionsrepublik der Sowjetunion, auf.[26]

## Rezeption

### Sowjetische Darstellung
Der Urheber der ersten offiziellen sowjetischen Darlegung der Ereignisse in Kronstadt war Leo Trotzki. Er definierte den Begriff Kronstädter Meuterei und verband ihn direkt mit einer Verschwörung des Auslandes und des konterrevolutionären Untergrunds in Sowjetrussland. Diese Version wurde von Lenin während des X. Parteitags der KPR(B) in Moskau verkündet. In den 1930er Jahren wurde dazu die Behauptung einer Zersetzungsarbeit von Trotzkisten und Sinowjewisten ergänzt, die den Hauptteil der Schuld an der Destabilisierung der Situation getragen haben sollten. In den 1960er Jahren entwickelte der sowjetische Historiker Ponomarjow die These, dass der ehemalige Außenminister der provisorischen Regierung Kerenski Miljukow der Urheber der Revolte gewesen sei, wobei Trotzki nicht mehr in einen Zusammenhang mit dem Kronstädter Matrosenaufstand gebracht wurde. Zusätzlich sollte sich laut Ponomarjow die Zusammensetzung der Kronstädter Garnison seit 1917 komplett geändert haben, da die „revolutionären Matrosen“ in ihrer Mehrheit an die Front des Russischen Bürgerkrieges gegangen wären und durch leicht zu beeinflussende „politisch unerfahrene Ersatzmannschaften aus dem Dorf“ ersetzt worden wären. Der Zusammenhang zwischen dem Kronstädter Matrosenaufstand und den Beschlüssen des X. Parteitags der KPR(B) in Moskau wurde konsequent verleugnet. Stattdessen sei der Übergang zur Neuen Ökonomischen Politik eine eigenständige Idee Lenins gewesen. Diese Version wurde dogmatisch bis zum Ende der Sowjetunion wiedergegeben.
Während der gesamten Zeit des Bestehens der Sowjetunion galten die Kronstädter Matrosen als Verbrecher und der von ihnen initiierte Aufstand laut dem heute noch in der Russischen Föderation als autoritativ geltenden Historiker Ju. A. Poljakow als gefährlich. In der sowjetischen Geschichtsschreibung wurde der Kronstädter Matrosenaufstand immer losgelöst von den anderen revolutionären Ereignissen der Russischen Revolution betrachtet. Die sowjetischen Texte betrachten das Geschehen einseitig aus dem Blickwinkel der KPdSU und sind wie alle anderen bis 1987 in der Sowjetunion erschienenen Druckwerke durch die Zensurbehörde Glawlit redigiert worden. (→Zensur in der Sowjetunion)
Trotzki selbst sah die Niederschlagung des Kronstädter Matrosenaufstands nie als einen Fehler an. Er äußerte sich dazu im Oktober 1938 vor Journalisten im mexikanischen Exil wie folgt:

„Ich weiß nicht […], ob es unschuldige Opfer [in Kronstadt] gab […]. Ich bin bereit, zuzugeben, dass ein Bürgerkrieg keine Schule für menschliches Verhalten ist. Idealisten und Pazifisten haben der Revolution immer Exzesse vorgeworfen. Die Schwierigkeit der Sache liegt darin, dass die Ausschreitungen der eigentlichen Natur der Revolution entspringen, die selbst ein Exzess der Geschichte ist. Mögen jene, die dazu Lust haben (in ihren armseligen journalistischen Artikeln), die Revolution aus diesem Grund verwerfen. Ich verwerfe sie nicht.“

### Anarchistische Darstellung und 68er-Bewegung
Der Anarchist Alexander Berkman, der sich ab Mitte Februar und März 1921 in Petrograd aufhielt und der wenig später aus Verbitterung über die Niederschlagung der Proteste aus Sowjetrussland emigrierte, veröffentlichte 1923 in Berlin einen Bericht über den Kronstädter Matrosenaufstand. 1938 fasste Ida Mett, die sich 1921 in Moskau aufhielt, die Vorgänge des Kronstädter Aufstands in Studienform zusammen. Sie prägte den Begriff der Kronstädter Kommune. Volin verfasste bis zu seinem Tod 1945 ein dreibändiges Werk über die Russische Revolution, dessen zweiter 1947 veröffentlichter Band eine ausführliche Darstellung des Kronstädter Aufstands vom anarchistischen Standpunkt aus enthielt.
Im Zuge der politischen Bewegungen um 1968 kam es wieder zu einem verstärkten Interesse an politischen Alternativmodellen jenseits des Parteikommunismus. Dazu gehörte auch eine vermehrte Beschäftigung mit räterepublikanischen Modellen oder russischen anarchistischen Denktraditionen, wie sie von Kropotkin oder Bakunin vertreten wurden. In diesem Zusammenhang wurden die oben genannten Werke auch stärker rezipiert. Beispielsweise fand am 11. Mai 1971 an der TU Berlin anlässlich des 50. Jahrestags der Niederschlagung der Kronstadtkongress statt, bei dem unter anderen Johannes Agnoli und Cajo Brendel Reden hielten.

### Darstellung durch westliche Historiker
Bereits 1921 wurden alle Ausgaben der Kronstädter Iswestija, der Zeitung der Aufständischen, in Prag veröffentlicht. Dieses Buch wurde von dem US-amerikanischen Historiker Paul Avrich, der 1970 als erster westlicher Historiker eine Monografie über den Kronstädter Matrosenaufstand veröffentlichte, als Hauptquelle betrachtet, da diese Dokumente im Gegensatz zu den anarchistischen Werken keinerlei nachträgliche Retuschierungen enthalten. Tatsächlich wurden diese Dokumente in den folgenden Jahren bis zum Ende des Zweiten Weltkriegs kaum beachtet, da das Interesse der westlichen Welt an den Meldungen aus Russland gering war.
Die westliche Betrachtung des Kronstädter Matrosenaufstands wurde erst nach dem Beginn des Kalten Krieges vorangetrieben und war sehr stark von dieser ideologischen Konfrontation beeinflusst. Die Auseinandersetzung auf der Insel Kotlin wurde in den 1960er Jahren von US-amerikanischen Historikern als allgemeiner Konflikt zwischen den Bolschewiki und den revolutionären Massen angesehen. Viele westliche Historiker akzeptierten die von den anarchistischen Autoren verbreitete These über die Selbstlosigkeit der Kronstädter, die ideologische Kämpfer für die Demokratie waren. Der grundlegende Unterschied in der westlichen Geschichtsschreibung ist die Untersuchung der Ursachen des Konflikts im Zusammenhang mit der gesamten Russischen Revolution. Das Manko der westlichen Darstellung liegt in der Fokussierung auf den Standpunkt der Rebellen und deren Verklärung als Demokraten im westlichen Sinne.

### Rezeption nach dem Ende der Sowjetunion

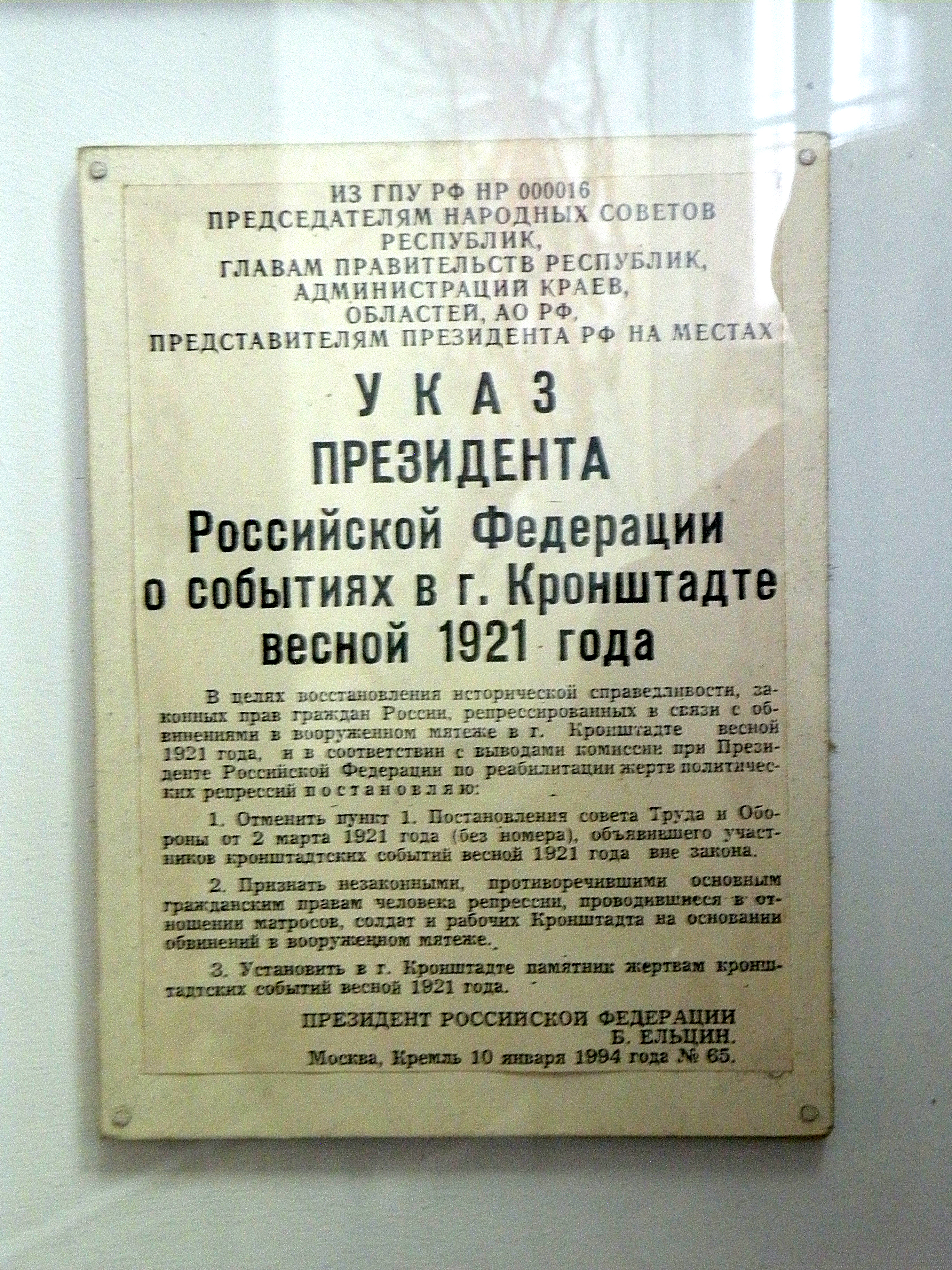
Gedenktafel mit dem Dekret Boris Jelzins, das die Kronstädter Aufständischen rehabilitierte, im Marinemuseum Sankt Petersburg

Am 10. Januar 1994 erließ der Präsident der Russischen Föderation Boris Jelzin ein Dekret, das die Kronstädter Aufständischen rehabilitierte und den Bau eines Denkmals zu Ehren aller Opfer des Aufstands forderte. In den 1990er Jahren wurde durch den Wegfall des sowjetischen Zensurapparates eine große Menge an bisher verschlossenem Quellenmaterial zu verschiedenen Ereignissen der sowjetischen Geschichte veröffentlicht. Dies ermöglichte eine sachlichere Darstellung des Kronstädter Aufstands.

### Russische Literatur
Von den nachfolgenden Werken existiert keine deutsche Übersetzung. (Stand Mai 2021) Bei der Verwendung sowjetischer Quellen, die bis 1987 veröffentlicht wurden, muss die Tätigkeit der sowjetischen Zensurbehörden (Glawlit, Militärzensur) bei der Revision diverser Inhalte im Sinne der sowjetischen Ideologie berücksichtigt werden. (→ Zensur in der Sowjetunion)
- S.F. Achromeew (Hrsg.): dt. etwa: Militär Enzyklopädisches Wörterbuch. (russisch Военный энциклопедический словарь) Militärverlag der UdSSR Moskau 1986. (sowjetische Darstellung der Ereignisse)
- P. Dybenko: dt. etwa: Aus den Inneren der zaristischen Flotte zum Großen Oktober. Erinnerungen an die Revolution. 7.11.1917 - 1927 (russisch Из недр царского флота к Великому Октябрю. Из воспоминаний о революции. 1917—7.XI—1927), Woenny Westnik (Militärmagazin, russisch Военный вестник), Moskau 1928 (militera.lib.ru).
- S. E. Gerbanowski: dt. etwa: Der Sturm auf die Forts der Meuterer. Militärhistorisches Journal 1980, Ausgabe 3., (russisch С. Е. Гербановский: Штурм мятежных фортов. «Военно-исторический журнал», № 3, 1980), ISSN 0321-0626.
- W. A. Gontscharow, A. I. Kokurin (Hrsg.): dt. etwa: Oktober-Gardisten. Die Rolle der Völker der baltischen Staaten bei der Errichtung und Stärkung des bolschewistischen Regimes. Indrik Moskau 2009. ISBN 978-5-91674-014-1 (russisch В.А. Гончаров, А.И. Кокурин: Гвардейцы Октября. Роль коренных народов стран Балтии в установлении и укреплении большевистского строя.)
- A. N. Jakowlew (Hrsg.): Kronstadt 1921. Dokumente über die Ereignisse in Kronstadt im Frühjahr 1921. (russisch А.Н. Яковлев (ред.): Кронштадт 1921. Документы о событиях в Кронштадте весной 1921 г.) MFD, Moskau 1997, ISBN 5-89511-002-9.
- I. I. Kudrjawzew (Hrsg.): dt. etwa: Die Kronstädter Tragödie 1921: Dokumente (in zwei Bänden). (russisch И. И. Кудрявцев (ред.): Кронштадтская трагедия 1921 года: документы (в 2-х тт.)) ROSSPEN, Moskau 1999, ISBN 5-8243-0049-6. (Band 1, Band 2, abgerufen am 1. Mai 2021)
- S. Petritschenko: Die Wahrheit über die Kronstädter Ereignisse. (russisch Степа́н Петриче́нко: Правда о кронштадтских событиях.) Prag 1921. (PDF, Elektronische Nationalbibliothek Russlands, abgerufen am 8. Mai 2021)
- S. N. Sjemanow: dt. etwa: Die Liquidierung der antisowjetischen Kronstädter Revolte von 1921. (russisch С. Н. Семанов: Ликвидация антисоветского Кронштадтского мятежа 1921 года) Moskau 1973.
- Gawriil A. Soloduchin: dt. etwa: Das Leben und Schicksal eines Kosaken. (russisch Гавриил А. Солодухин: Жизнь и судьба одного казака), New York 1962[33]
- B. W. Sokolow: Michail Tuchatschewski: Leben und Tod des „Roten Marschalls“. (russisch Б. В. Соколов: Михаил Тухачевский: жизнь и смерть «Красного маршала».) Rusitsch, Smolensk 1999, ISBN 5-88590-956-3 (militera.lib.ru).
- Kliment Woroschilow: dt. etwa: Aus der Geschichte der Niederschlagung der Kronstädter Meuterei. (russisch К. Е. Ворошилов. Из истории подавления кронштадтского мятежа.), Militärhistorisches Journal, Ausgabe 3, 1961, S. 15–35. (sowjetische Darstellung der Ereignisse)

### Englische Literatur
- P. C. Roberts: «War Communism»: A Re-Examination, Slavic Review 1970, Band 29, S. 238–261, JSTOR.
- Tony Cliff: Revolution Besieged. Lenin 1917-1923. Haymarket Books, Chicago, 2012, ISBN 978-1-60846-087-8

## Filme
- Bürgerkrieg in Rußland, Teil 5: Die verratene Revolution, ZDF 1968
- Die Matrosen von Kronstadt. Historienfilm von Theodor Schübel (Drehbuch) und Jürgen Klauß (Regie), ZDF 1983.
- Ian Lilley: Die Russische Revolution in Farbe – Teil 2: Der Weg zum Terror. englischer Dokumentarfilm, Channel 5 / Discovery Channel 2004.

## Oper
Am 17. Mai 1930 wurde im Staatlichen Akademischen Theater für Oper und Ballett in Leningrad Wladimir Deschewows Oper Eis und Stahl uraufgeführt, die Verlauf und Niederschlagung des Kronstädter Matrosenaufstands thematisierte.